# 内田美奈子 (AV女優)
内田 美奈子（うちだ みなこ、1980年2月18日 - ）は、日本の元AV女優。
東京都出身。

## 略歴・人物
2010年、「内田美奈子」としてAVデビュー。バルドエージェンシーに所属していた。
2013年夏に引退。同年11月から、フリーのAV女優・美智子小夜曲（ミチコセレナーデ）と改名して復帰。また米井貴子、須藤絵里名でのAV作品もある。
趣味は、エクササイズ、半身浴。北斗の拳が好き。
介護福祉士の資格を有している。

## 作品

### アダルトビデオ
2010年
- お前の妻そんなにいいなら俺に抱かせろよ 内田美奈子（6月3日、タカラ映像）
- いいなり寮母妻 内田美奈子（6月16日、ソルト・ペッパー）
- 中出し近親相姦 淫らな母の妄想 内田美奈子（7月1日、センタービレッジ）
- 射精後に敏感になっている亀頭をイジリまわして、更にもう一度、射精させてア・ゲ・ル（7月2日、映天）他出演：南ありさ、坂上友香、保坂友利子、宮崎涼子
- 私、知らない男とセックスなんてできない AVプロダクション盗撮 モデル面接にやってきた人妻たち（7月2日、映天）他出演：甲斐ミハル、南ありさ、保坂友利子
- ママとぼくのひみつ ママが唾液べちょべちょの口唇と舌で口移ししながらイカせてあげる（7月2日、映天）他出演：松田久美子、七瀬ゆい、加賀ゆり子、結城みさ
- 近親相姦 母と息子の肉欲交尾 内田美奈子（7月8日、センタービレッジ）
- 隣の奥様 内田美奈子（7月19日、エマニエル）
- 非日常的悶絶遊戯 夫の遺言でエロい衣装で供養させられる未亡人、美奈子の場合 内田美奈子（7月25日、AVS）
- 個人授業 〜憧れのおばさん 内田美奈子 32歳〜（8月5日、センタービレッジ）
- 中年男が群がる未亡人 内田美奈子（8月7日、マドンナ）
- 美しき人妻の背徳妄想 2 内田美奈子（8月20日、なでしこ）
- 親父の愛人 内田美奈子（9月19日、VENUS）
- シングルマザー（8月27日、小林興業）他出演：美咲藤子
- お母さんと僕のあの日の思い出 内田美奈子（10月1日、ABC/妄想族）
- 義父を痴女るどスケベな嫁 4 内田美奈子（10月5日、ジャネス）
- ストレスが溜まると欲しがる先輩 内田美奈子（10月13日、溜池ゴロー）
- 売られる人妻 内田美奈子（10月15日、なでしこ）
- 高級ソープ 三十路編 3（10月22日、クリスタル映像）オムニバス作品 他出演：葵沙希、山吹瞳、桜田映子、菊川真菜
- 僕のお母さんはスケベで困っちゃいます 2 内田美奈子（10月25日、ジャネス）
- たっぷりと射精できる! センズリ用《長回し》素材集(10月25日、アロマ企画）他出演：立花みずき
- 手コキクリニック 12（11月4日、SODクリエイト） 共演：松下ヒロミ、瀬奈涼、羽月希、山梨ゆず、菜菜美ねい
- 熟女温泉中出し羞恥旅 〜第7章〜 内田美奈子（11月5日、ジャネス）
- 連続絶頂!! 張り型後背位オナニー 【三十路美熟女編】 3（11月5日、スティルワークス）他出演：百田栞、花園理沙
- 旦那の友達 3 〜禁断不倫の果てに〜（11月5日、スティルワークス）他出演：木村よしの、北谷静香
- 素朴な疑問？内田美奈子がAVに堕ちた本当の理由（11月5日、カマタ映像）
- 息子が痴義母を調教する近親相姦 4 内田美奈子（11月25日、ジャネス）
- 近親相姦 母のお尻 内田美奈子 31歳（11月28日?、ルビー）
- 女社長とモデルの禁断の関係（12月10日 アウダースジャパン）共演：折原みさと、甲斐ミハル、あすかみみ
- DOKIレズ 52（12月10日 アウダースジャパン）共演：折原みさと、甲斐ミハル、あすかみみ
- 夫の上司に犯されて… 内田美奈子（12月7日、マドンナ）
- 夜這い ひっそりと静まりかえった家屋に丑三つ時に忍びよる男が一人寝ている人妻の女体をなぶる（12月13日、ソルト・ペッパー）他出演：櫻井ゆうこ、滝川けいこ、中森玲子
- 突然、性処理玩具とされる美人妻 2 内田美奈子（12月15日、ジャネス）
- 完熟すぎる巨尻 2 夫の異常な性癖を満たすために尽くす妻 内田美奈子（12月16日、グローリークエスト）
- マドンナ7周年記念 極上美熟尻 77人 8時間 内田美奈子 他（12月25日、マドンナ）

2011年
- 誘惑レズ団地（1月19日、アンナと花子）共演：堀口奈津美
- どスケベ熟女 2（1月20日、ジャネス）
- あなたを見つめたまま大量ザーメンを口マ○コで受けとめてあげる（1月20日、ジャネス）他出演：若菜あゆみ、三咲恭子、吉永沙織、若槻尚美
- 熟した女のふたなりな関係 10（1月30日、ジャネス）共演：宝来みずほ
- 「熟女の口はもっと嘘をつく。」 熟雌女anthology ＃066 内田美奈子（2月18日、アウダースジャパン）
- 裸の主婦 内田美奈子（31）足立区在住（2月20日、プラネットプラス）
- 奴隷サーガ3 首輪の未亡人（3月1日、シネマジック）
- 手コキ三昧 3 （3月25日、ジャネス）
- 悪女鼻懲罰 女高級官僚の屈辱（4月1日、シネマジック）
- 三十路、内田美奈子 DX 4時間 すべらない9シーン（4月1日、DX）
- 肉欲な痴熟女 10 デカ尻エロ乳で犯してあげる！（4月1日、映天）
- 罠に堕ちた人妻3 万引き妻変態調教（4月1日、中嶋興業）
- ERO BODY パンストの誘惑（4月15日、ジャネス）
- 痴獄誘惑 女の世界 3 （4月15日、カオカコミュニケーション） 共演：長谷川聖那
- S級熟女 内田美奈子スペシャル 8時間（5月5日、ジャネス）
- しつけてください 若妻・奴隷志願 美奈子三十歳（5月5日、ドリームチケット）
- 母が突然オンナになったら…（5月15日、スターパラダイス）
- しりぬぐい（5月20日、映天）
- 人妻倶楽部 艶尻 内田美奈子（7月15日、映天）
- 犯（や）られる！忍び込み脅して暴行90分（11月1日、FAプロ）

## Vシネマ
- 義母調教（2011年1月14日、J.V.D.）
- 仁義スロッター冴子（2013年11月20日、ラインコミュニケーションズ）

## テレビ
- おとなの子守唄（2013年5月24日・31日、サンテレビほか）- 鶴光・「夜の診察室」コーナー・ゲスト出演

## インターネット放送
- トイズハートプレゼンツBUBKA「きのう誰食べた」（2012年10月10日ゲスト出演、ニコニコ生放送）[4]